# Xã Geneva, Quận Jennings, Indiana
Xã Geneva (tiếng Anh: Geneva Township) là một xã thuộc quận Jennings, tiểu bang Indiana, Hoa Kỳ. Năm 2010, dân số của xã này là 7.584 người.